# Brotenfeld
Brotenfeld ist ein Ortsteil der Gemeinde Tirpersdorf im sächsischen Vogtlandkreis. Der Ort wurde am 1. Juli 1950 nach Tirpersdorf eingemeindet.

## Geografie

### Lage und Verkehr
Der Ortsteil Brotenfeld bildet den südlichsten Ortsteil der Gemeinde Tirpersdorf. Brotenfeld wird im Westen, Süden und Osten von einem größeren Waldgebiet umschlossen. Durch den Ort fließt der Krählohbach, der über den Görnitzbach in die Weiße Elster entwässert. Brotenfeld befindet sich im Zentrum des Vogtlandkreises und im sächsischen Teil des historischen Vogtlands. Geografisch liegt der Ort im Osten des Naturraums Vogtland (Oberes Vogtland).

### Nachbarorte
|              | Tirpersdorf                                 | Pillmannsgrün |
| Zaulsdorf    | Kompassrose, die auf Nachbargemeinden zeigt | Kottengrün    |
| Tirschendorf | Arnoldsgrün                                 |               |

## Geschichte

### Ortsgeschichte

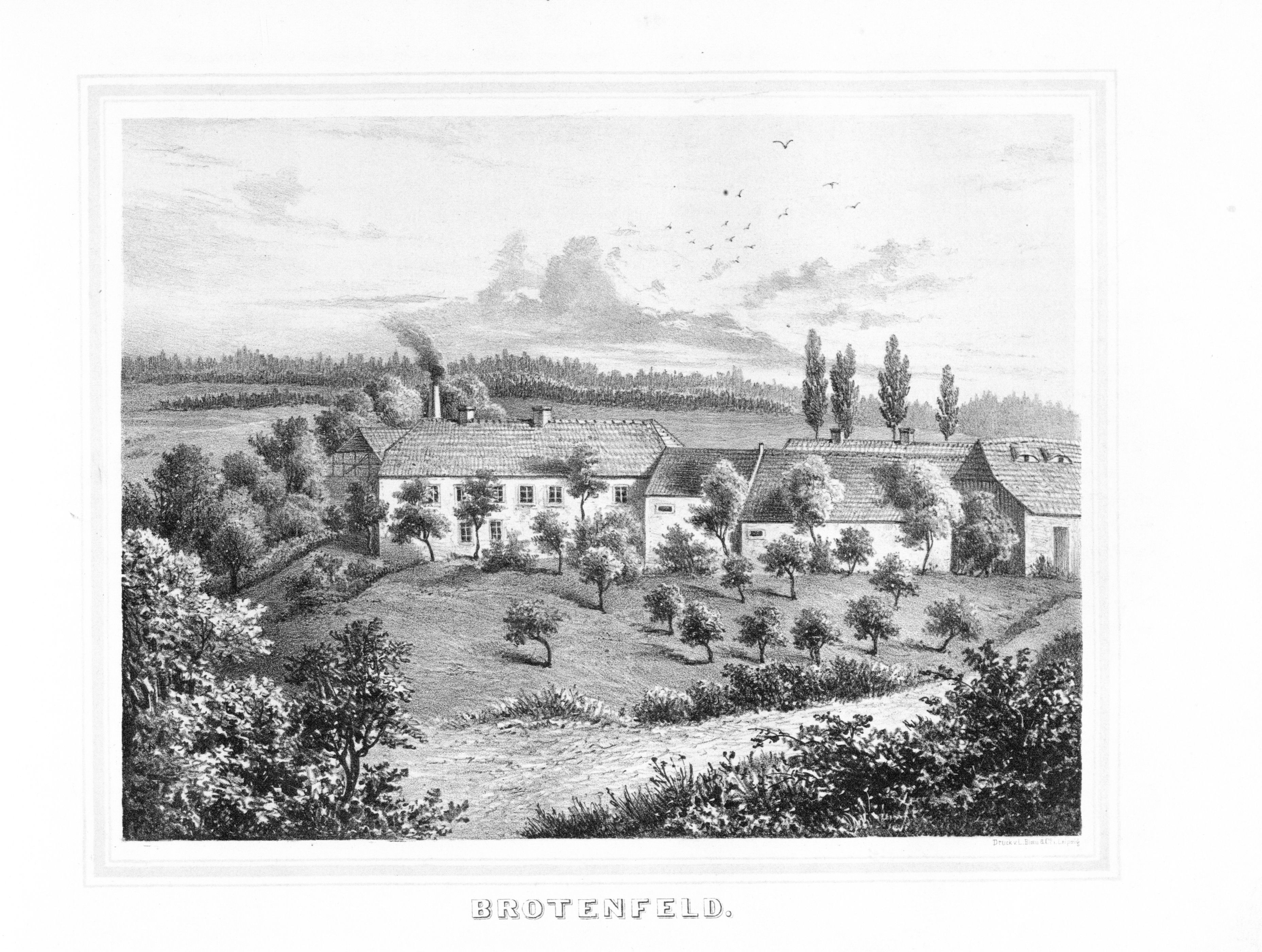
Historische Ansicht des Ritterguts Brotenfeld

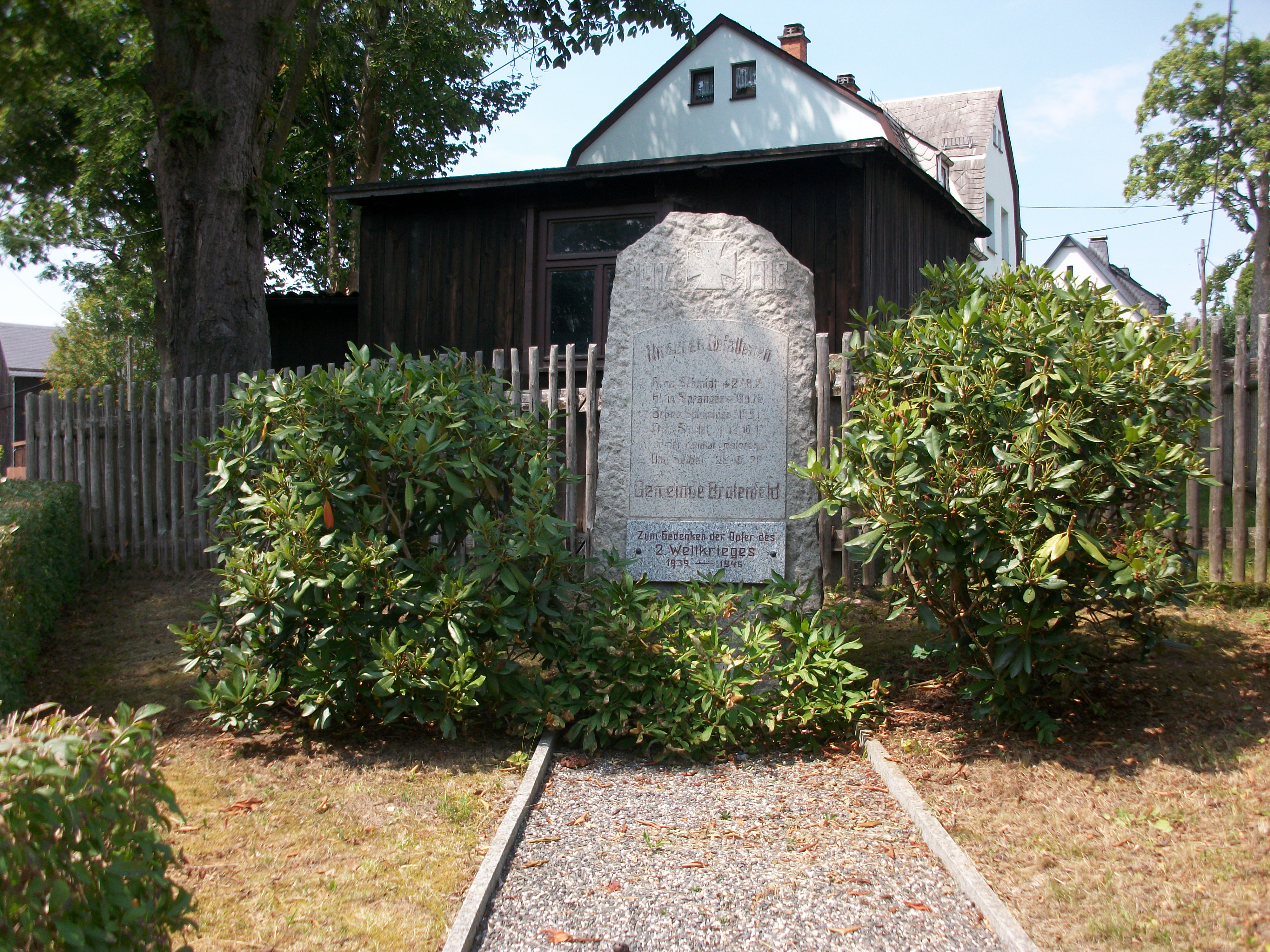
Brotenfeld, Gefallenendenkmal 1. und 2. Weltkrieg

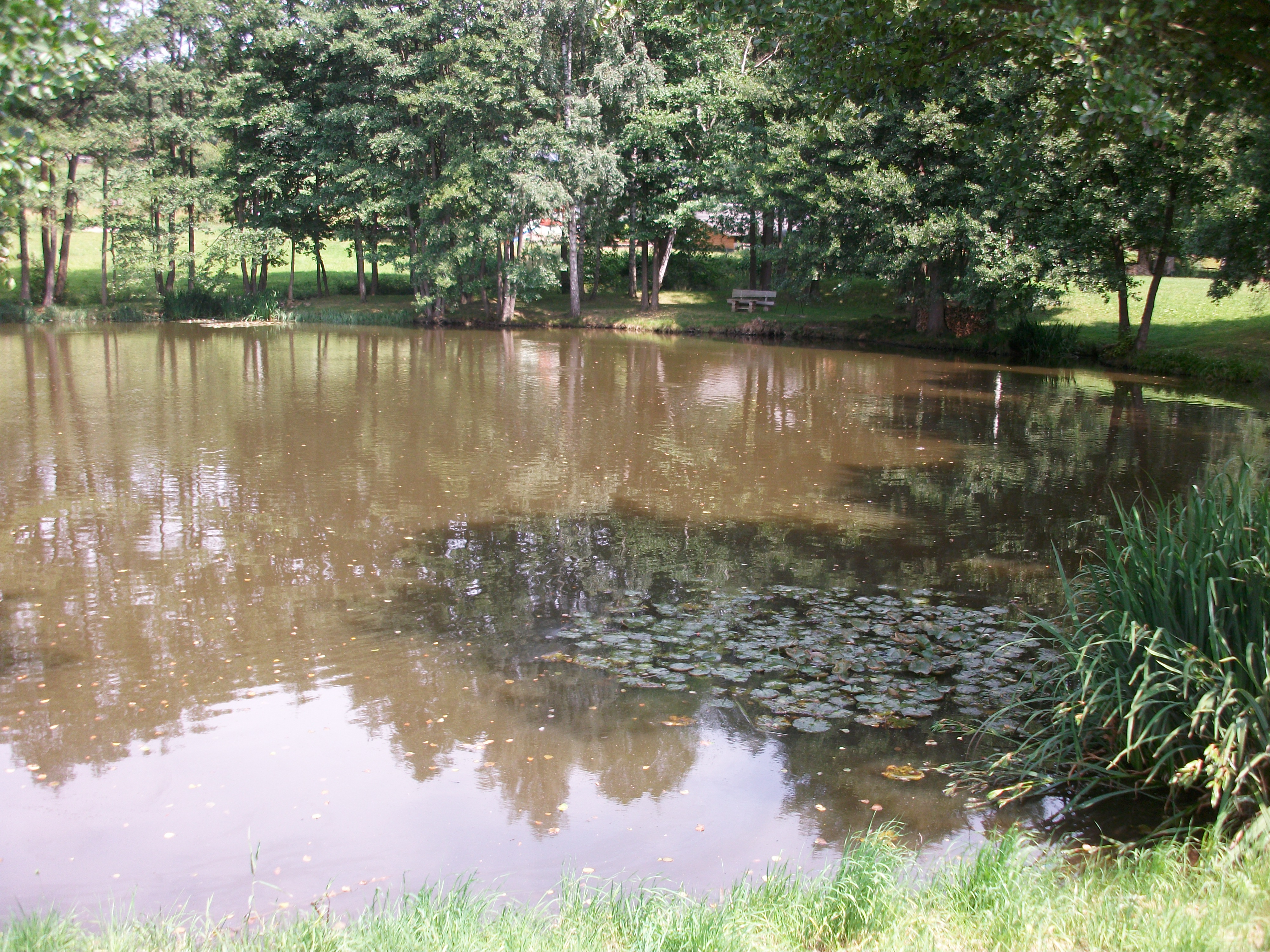
Teich in Brotenfeld

Brotenfeld wurde im Jahr 1378 erstmals als „Brattenfeld“ in den Urkunden der Voigtsberger Gerichtsakten erwähnt. Die Bauernsiedlung wurde im Jahr 1438 schon wieder verlassen und somit eine Wüstung. Das wieder besiedelte Brotenfeld wurde im Jahr 1542 im Erbbuch des Schlosses und Amts Voigtsberg wieder erwähnt. Der bereits im 15. Jahrhundert erwähnte Rittersitz wurde nun als Vorwerk geführt. Brotenfeld war bezüglich der Grundherrschaft zunächst amtsunmittelbar, erst ab dem 18. Jahrhundert unterstand es dem Rittergut Brotenfeld. Die Häuser der Gutssiedlung entstanden verstreut um das Rittergut. Kirchlich gehörte Brotenfeld lange Zeit mit dem Nachbarort Korna zur Kirchgemeinde Arnoldsgrün. Heute gehört der Ort kirchlich zu Tirpersdorf.
Brotenfeld gehörte bis ins 19. Jahrhundert zum kursächsischen bzw. königlich-sächsischen Amt Voigtsberg. 1856 wurde Brotenfeld dem Gerichtsamt Schöneck und 1875 der Amtshauptmannschaft Oelsnitz angegliedert. Aufgrund der großen Waldflächen, die Brotenfeld umgeben, wurde bis Ende des 19. Jahrhunderts Pechsiederei betrieben. Davon zeugen bis heute die Griebenherde in der Nähe der Forstteiche. Nach der Aufhebung der Patrimonialgerichtsbarkeit der Rittergutsherren im Jahr 1852 hielt sich das Rittergut Brotenfeld noch bis 1860. Danach wurde in dem Gebäude der Sitz der Oberförsterei Brotenfeld eingerichtet. Dadurch änderte sich auch der Broterwerb vieler Einwohner von Brotenfeld von Tagelöhnern zu Waldarbeitern. Weiterhin etablierten sich im 19. Jahrhundert die Stickereiindustrie und die Gardinenweberei im Ort. Im Jahr 1903 gründete sich im Ort die Freiwillige Feuerwehr. Sie wurde 1962 mit der Freiwilligen Feuerwehr Tirpersdorf vereinigt. Die historische Handspritze der Brotenfelder Feuerwehr findet man heute im Feuerwehrmuseum der Freiwilligen Feuerwehr Tirpersdorf. Bevor im Jahr 1913 die Brotenfelder Schule gegründet wurde, gingen die Brotenfelder nach Arnoldsgrün, zu dem Brotenfeld damals kirchlich gehörte, zur Schule. Nach der Auflösung der Schule Ende der 1940er Jahre gingen die Brotenfelder Kinder in Tirpersdorf zur Schule.
Am 1. Juli 1950 wurde das damals 211 Einwohner zählende Brotenfeld nach Tirpersdorf eingemeindet. Durch die zweite Kreisreform in der DDR kam Brotenfeld als Ortsteil der Gemeinde Tirpersdorf im Jahr 1952 zum Kreis Oelsnitz im Bezirk Chemnitz (1953 in Bezirk Karl-Marx-Stadt umbenannt), der 1990 als sächsischer Landkreis Oelsnitz fortgeführt wurde und 1996 im Vogtlandkreis aufging.

### Geschichte des Forstreviers Brotenfeld
Im Jahr 1860 wurde im Gebäude des aufgelösten Ritterguts Brotenfeld der Sitz der Oberförsterei Brotenfeld eingerichtet. Das Forstrevier Brotenfeld im Forstbezirk Auerbach/Vogtl. wurde im Jahr 1905 in Revierverwaltung und 1924 in Forstamt umbenannt. Die Auflösung des Forstamts Brotenfeld erfolgte im Jahr 1944 im Zuge der Einführung der forstlichen Einheitsorganisation in Sachsen. Dabei ging der Forstamtsbezirk unter Abtrennung des Revierteils Treuener Wald im neu gegründeten Einheitsforstamt Brotenfeld auf, welches sich im Inspektionsbezirk X (Plauen) befand. Bereits im Jahr 1949 erfolgte die Auflösung des Forstamts Brotenfeld. Das neue Forstrevier Brotenfeld unterstand der Oberförsterei Oelsnitz/Vogtl., 1952 wurde es dem Staatlichen Forstwirtschaftsbetrieb Oelsnitz/V. unterstellt. Das eigenständige Forstamt Brotenfeld wurde zuletzt als Sächsisches Forstamt Brotenfeld geführt, bis es im Jahr 2006 dem Sächsischen Forstamt Plauen angeschlossen wurde. Seit 2005 befindet sich in Brotenfeld der Sitz der Forstbetriebsgemeinschaft „Sächsisch-Thüringisches Vogtland“ w.V., eine Gemeinschaft privater Waldbesitzer im Vogtland.